# Rune Jarstein
Rune Almenning Jarstein (Skien, 1984. szeptember 29. –) norvég labdarúgó, 2014 óta a német Hertha BSC kapusa. Korábbi csapatai: Odd Grenland, Rosenborg, Viking és a norvég labdarúgó-válogatott.

## Pályafutása
Jarstein a skieni Herkulesben kezdte pályafutását. Tinédzserévei alatt több európai nagycsapatnál is járt próbajátékon, mint például a Manchester United és a Bayern München.
Jarstein 2002-ben, 18 évesen mutatkozott be a norvég élvonalban az Odd Grenland színeiben. Amikor az Odd 2007-ben kiesett a másodosztályba, a Rosenborghoz igazolt.
2010. március 8-án Jarstein a Vikingbe igazolt, miután Daniel Örlund kiszorította a kezdőből.
A szerződése a 2013-as szezon után lejárt. 
2013. december 17-én kétéves szerződést kötött a német fővárosi Hertha BSC csapatával.

## Válogatottban
Jarstein 30-szoros ifjúsági norvég válogatott.
2007. augusztus 23-án mutatkozott be a felnőttcsapatban, Argentína 2–1-es legyőzése alkalmával egy félidőt kapott. Amikor Jon Knudsen 2011-ben megsérült, ő lett a válogatott első számú kapusa, egészen a 2014-es labdarúgó-világbajnokság-selejtezők kezdetéig ő volt az, de ekkor Izland ellen Espen Bugge Pettersen játszott. Jarstein a következő, szlovénok elleni találkozón már vissza is tért a kezdőbe, 2013 januárjában a nemzeti csapat kapusedzője, Frode Grodås leszögezte, ő az első számú kapus.

## Statisztikák
2014. április 27. szerint
| Klub     | Szezon       | Osztály     | Bajnokság | Bajnokság | Kupa  | Kupa | Összesen | Összesen |
| Klub     | Szezon       | Osztály     | Meccs     | Gól       | Meccs | Gól  | Meccs    | Gól      |
| -------- | ------------ | ----------- | --------- | --------- | ----- | ---- | -------- | -------- |
| 2002     | Odd Grenland | Tippeligaen | 2         | 0         | 2     | 0    | 4        | 0        |
| 2003     | Odd Grenland | Tippeligaen | 4         | 0         | 3     | 0    | 7        | 0        |
| 2004     | Odd Grenland | Tippeligaen | 0         | 0         | 0     | 0    | 0        | 0        |
| 2005     | Odd Grenland | Tippeligaen | 16        | 0         | 4     | 0    | 20       | 0        |
| 2006     | Odd Grenland | Tippeligaen | 25        | 0         | 1     | 0    | 26       | 0        |
| 2007     | Odd Grenland | Tippeligaen | 25        | 0         | 4     | 0    | 29       | 0        |
| 2008     | Rosenborg    | Tippeligaen | 23        | 0         | 0     | 0    | 23       | 0        |
| 2009     | Rosenborg    | Tippeligaen | 28        | 0         | 4     | 0    | 32       | 0        |
| 2010     | Viking       | Tippeligaen | 26        | 0         | 5     | 0    | 31       | 0        |
| 2011     | Viking       | Tippeligaen | 30        | 0         | 5     | 0    | 35       | 0        |
| 2012     | Viking       | Tippeligaen | 30        | 0         | 2     | 0    | 32       | 0        |
| 2013     | Viking       | Tippeligaen | 30        | 0         | 1     | 0    | 31       | 0        |
| 2013–14  | Hertha BSC   | Bundesliga  | 1         | 0         | 0     | 0    | 1        | 0        |
| 2014–15  | Hertha BSC   | Bundesliga  | 1         | 0         | 0     | 0    | 1        | 0        |
| Összesen | Összesen     | Összesen    | 241       | 0         | 31    | 0    | 272      | 0        |

## Sikerei, díjai
Rosenborg BK
- Tippeligaen: 2009.[6]

## Fordítás
Ez a szócikk részben vagy egészben  a   Rune Jarstein című angol Wikipédia-szócikk ezen változatának fordításán alapul.  Az eredeti cikk szerkesztőit annak laptörténete sorolja fel. Ez a jelzés csupán a megfogalmazás eredetét és a szerzői jogokat jelzi, nem szolgál a cikkben szereplő információk forrásmegjelöléseként.